# نیکونوس
نیکون اواس (به انگلیسی: Nikonos) یک دوربین عکاسی تک‌لنزی بازتابی ۳۵ میلی‌متری با نمایاب زیرآب ساخت شرکت نیکون است.